# Heterocuma intermedia
Heterocuma intermedia is een zeekommasoort uit de familie van de Bodotriidae. De wetenschappelijke naam van de soort is voor het eerst geldig gepubliceerd in 1924 door Fage.